# Ameronothrus schneideri
Ameronothrus schneideri är en kvalsterart som först beskrevs av Oudemans 1903.  Ameronothrus schneideri ingår i släktet Ameronothrus och familjen Ameronothridae. Inga underarter finns listade i Catalogue of Life.